# صمد (شهرستان آق‌سی)
صمد (به لاتین: Semet) یک منطقهٔ مسکونی در قرقیزستان است که در شهرستان آق‌سی واقع شده‌است. صمد ۹۷۱ نفر جمعیت دارد و ۱٬۰۳۵ متر بالاتر از سطح دریا واقع شده‌است.